# 배축

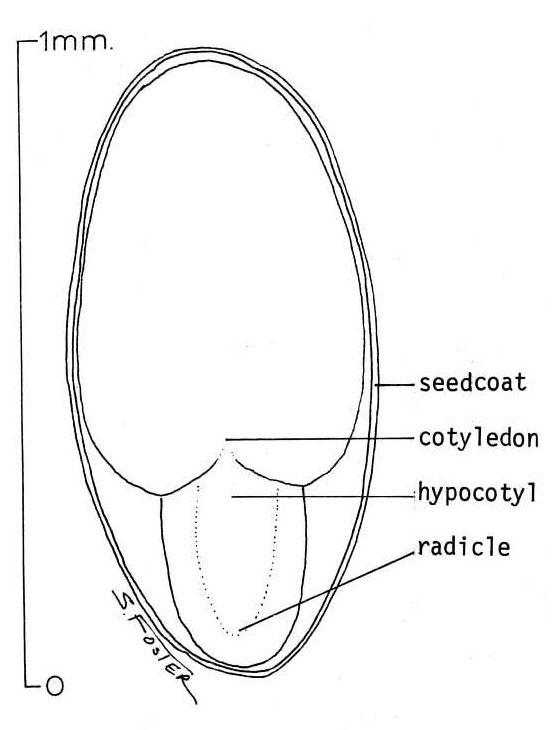

배축(胚軸, hypocotyl) 또는 하배축(下胚軸)은 자엽(종자 잎) 아래와 뿌리 위에 발견되는 발아하는 실생의 줄기이다.

## 진정쌍떡잎식물
식물의 배아는 발아하면서 자라면서 뿌리라는 뿌리라는 가지를 내보낸 후, 뿌리가 되어 땅 속으로 내려간다. 뿌리가 나온 후, 하배축이 나타나 성장하는 끝 부분(보통 종피 포함)을 땅 위로 들어 올려 배아 잎(자엽)과 첫 번째 실제 잎을 생성하는 자두를 가지고 있다. 하배축은 어린 식물의 주요 신장 기관이며 줄기로 발달한다.

## 외떡잎식물
곡류 및 기타 풀과 같은 외떡잎식물 실생의 초기 발달은 다소 다르다. 본질적으로 자엽의 일부인 자엽(coleoptile)이라는 구조는 어린 줄기와 자두가 자라면서 토양을 통해 위로 올라오는 동안 이를 보호한다. 종자(매장된 채로 남아 있음)와 자두 사이에 있는 어린 식물의 일부인 중배엽은 새싹을 토양 표면까지 확장하고, 토양 표면에서 자두 바로 아래에서 2차 뿌리가 발생한다. 그러면 뿌리의 기본 뿌리가 더 이상 발달하지 못할 수 있다. 중배축은 부분적으로는 하배축이고 부분적으로는 자엽인 것으로 간주된다.
모든 외떡잎 식물이 풀처럼 자라는 것은 아니다. 양파는 위에서 설명한 첫 번째 순서와 유사한 방식으로 발달하며, 자엽이 확장됨에 따라 종피와 배유가 위쪽으로 당겨진다. 나중에 첫 번째 실제 잎은 뿌리와 칼집 모양의 자엽 사이의 마디에서 자라서 자엽을 뚫고 지나서 자란다.

## 같이 보기
- 외떡잎식물
- 쌍떡잎식물